# Теорема Абеля — Таубера
Теорема Абеля — Таубера — теорема, обратная теореме Абеля о степенных рядах. Первая теорема типа тауберовых теорем. Была доказана A. Таубером в 1897 г. (теорема Таубера) Формулировку и доказательство при более общих условиях затем дал Дж. Литтльвуд в 1910 г. Затем была доказана Р. Шмидтом, Н. Винером. Наиболее простое доказательство дал Дж. Карамата. Формулировку и доказательство при более слабом условии {\displaystyle n|a_{n}|<K} дал Э. Ландау.

## Формулировка
Пусть {\displaystyle \sum _{0}^{\infty }a_{n}x^{n}} сходится к {\displaystyle f(x)} при {\displaystyle |x|<1}. Пусть {\displaystyle \lim _{x\rightarrow {1-0}}f(x)=s}, когда {\displaystyle x} стремится слева к {\displaystyle 1}. Пусть {\displaystyle n|a_{n}|<K<\infty }. Тогда {\displaystyle \sum _{0}^{\infty }a_{n}=s}.